# Russula sect. Violaceinae
Russula sect. Violaceinae ist eine Sektion aus der Gattung Russula, die innerhalb der Untergattung Russula steht.

## Merkmale
Die Sektion enthält kleine zerbrechliche Arten mit nachgiebigem oder zusammendrückbarem Stiel. Die Hutfarbe ist meist lebhaft violett. Die Farbpalette reicht aber von schwarzpurpurn, karminrot, violett, olivfarben bis grünlich. Die Lamellen und das Sporenpulver sind blass bis dunkel cremefarben. Die Täublinge haben meist einen starken, charakteristischen Geruch nach Safran, Apfel oder Geranien.
Das Pigment ist vakuolär oder kommt in Form von extrazellulärer Granula vor, ist aber niemals inkrustiert. Die Huthaut enthält mehr oder weniger Pileozystiden, die sich mit Sulfo-Benzaldehyd anfärben, wenn auch manchmal nur schwach.
- Die Typart ist der Grünviolette Täubling (Russula violacea).

## Systematik
Bei Sarnari heißt das Taxon Violaceae und steht innerhalb der Sektion Russula, mit den Untersektionen Consobrinae, Sardoninae, Urentes und Rubrinae als Schwesterntaxa. 
Bei Romagnesi haben die Violaceinae ebenfalls den Rang einer Untersektion und stehen innerhalb der Sektion Atropurpureae gleichberechtigt neben den Atropurpurinae, Exalbicantinae und den Sardoninae. 
Der molokularphylogenetische Stammbaum bestätigt die Violaceinae als ein gut abgegrenztes Taxon, das in der Nähe von Chamaeleontinae und den Integroidinae aus der Sektion Lilaceae steht. Zur Sektion Russula, den Atropurpurae und den Sardoninae besteht keine nähere Verwandtschaft. Insofern bestätigt sich Bons Einordnung in eine eigene Sektion Violaceae.
| Deutscher Artname                                                          | Wissenschaftlicher Artname  | Autor                          |
| -------------------------------------------------------------------------- | --------------------------- | ------------------------------ |
| Weißtannentäubling                                                         | Russula cavipes             | Britzelm. 1893                 |
| Zistrosentäubling*                                                         | Russula cistoadelpha        | M.M. Moser & Trimbach 1981     |
| Großer Silberpappel-Täubling*                                              | Russula clariana            | R. Heim ex Kuyper & Vuure 1985 |
| Lackierter Täubling, Nordischer Täubling                                   | Russula laccata             | Huijsman 1955                  |
| Russula olivaceoviolascens                                                 | Russula olivaceoviolascens* | Gillet ex Sacc. & Trotter 1912 |
| Espen-Täubling                                                             | Russula pelargonia          | Niolle 1941                    |
| Russula pseudocavipes*                                                     | Russula pseudocavipes*      | Bon 1987                       |
| Grünvioletter Täubling                                                     | Russula violacea            | Quél.                          |
| Mit Stern (*) gekennzeichnete Arten sind keine allgemein anerkannte Arten. |                             |                                |